# Stazione di Morano sul Po
Stazione di Morano sul Po vasútállomás Olaszországban, Morano sul Po településen.

## Vasútvonalak
Az állomást az alábbi vasútvonalak érintik:
- Chivasso–Alessandria-vasútvonal

## Kapcsolódó állomások
A vasútállomáshoz az alábbi állomások vannak a legközelebb:
- Stazione di Trino Vercellese
- Stazione di Balzola